# Christchurch-Erdbeben vom Februar 2011
Das Christchurch-Erdbeben vom Februar 2011 war mit einer Stärke von 6,3 MW das bis dahin stärkste Erdbeben in Neuseeland seit dem Darfield-Erdbeben vom 4. September 2010. Das Beben trat am 22. Februar 2011 um 12:51 Uhr Ortszeit auf und traf unvorbereitet während der geschäftigsten Zeit vor allem Christchurch, zu diesem Zeitpunkt die zweitgrößte Stadt des Landes. Das Epizentrum lag nahe der Stadt Lyttelton in der Region Canterbury auf der Südinsel von Neuseeland.
Zwar wurde das Beben von der staatlichen Erdbebenwarte GeoNet seismologisch als Nachbeben des Darfield-Erdbebens eingestuft, doch war die Intensität und seine Zerstörungskraft stärker als die des Bebens im September. Das Epizentrum lag näher an der Stadt Christchurch und das Hypozentrum mit nur 5 km Tiefe dichter unter der Oberfläche. An der Erdoberfläche entstand eine maximale Beschleunigung von 2,2 g nahe der Heathcote Valley Primary School, knapp 3 km nördlich von Lyttelton.
Wegen seiner Zerstörungskraft wurde das Beben in die Intensitätsstufe IX der erweiterten Mercalliskala eingeordnet.

## Tektonischer Hintergrund
Das Erdbeben ereignete sich im Rahmen der seit dem 4. September 2010 anhaltenden Nachbeben des Darfield-Erdbebens, das seinerzeit die Stärke 7,1 Mw aufwies. Die 4825 registrierten Nachbeben über 2,0 Mw in den knapp 6 Monaten zwischen den beiden zerstörerischen Hauptbeben vom 4. September und vom 22. Februar zeigten, dass sich der Untergrund noch lange nicht gesetzt hatte.
Das Beben wurde durch eine Aufschiebung (engl. reverse dip-slip fault) erzeugt, in der sich im schräg vertikal verlaufenden Bruch die aktive Platte nach oben verschiebt. Obwohl der Grenzverlauf, an dem sich die Pazifische Platte gegen die Australische Platte verschiebt, rund 100 km nordwestlich des jetzigen Epizentrums angesiedelt ist, zeigen die Vielzahl der bisherigen Beben in der Region um Christchurch die weitläufig verbreiteten und enormen Aktivitäten der Plattentektonik in der Canterbury Plains auf der Südinsel Neuseelands.
Das Erdbeben war dieses Mal deutlich näher am Zentrum von Christchurch als das Hauptbeben im September 2010 und lag in der Nachbarschaft einiger anderer mäßiger Nachbeben (Stärke 4–5) östlich der Hauptbruchstelle von 2010. Es gab keine tektonische Struktur, die das Erdbeben direkt mit dem von 2010 verband, doch gab es zahlreiche Nachbeben entlang eines grob von Osten nach Westen verlaufenden linearen Trends, der sich vom Zentrum des früheren Bebens ostwärts erstreckt. Eine Grafik des GeoNet Geological Hazard Monitoring System (Überwachungssystem für geologische Gefahren), die jeweils die Erdbeben der letzten 60 Tage anzeigt, die in geringer Tiefe stattfanden, macht deutlich, wie stark aktuell die Gegend um Christchurch durch ständig neu auftretende Nachbeben gefährdet ist.

## Das Beben
Das Beben fand in einer verdeckten und bisher nicht bekannten Verwerfung mit Ost-West-Ausrichtung statt. In dieser Verwerfung entstand nach ersten Erkenntnissen ein rund 10 km langer Bruch, lediglich 9 km vom Zentrum der Stadt entfernt. Das Hauptbeben dauerte etwa 25 Sekunden, mit einem ersten weiteren Nachbeben rund 2 Minuten später. Zwischen der Ankunft der P-Welle und der S-Welle an jenem seismischen Messinstrument, das dem Epizentrum am nächsten liegt, verging lediglich 1 Sekunde, was die geringe Tiefe des Entstehungsherdes des Erdbebens verdeutlicht.

### Auswirkungen

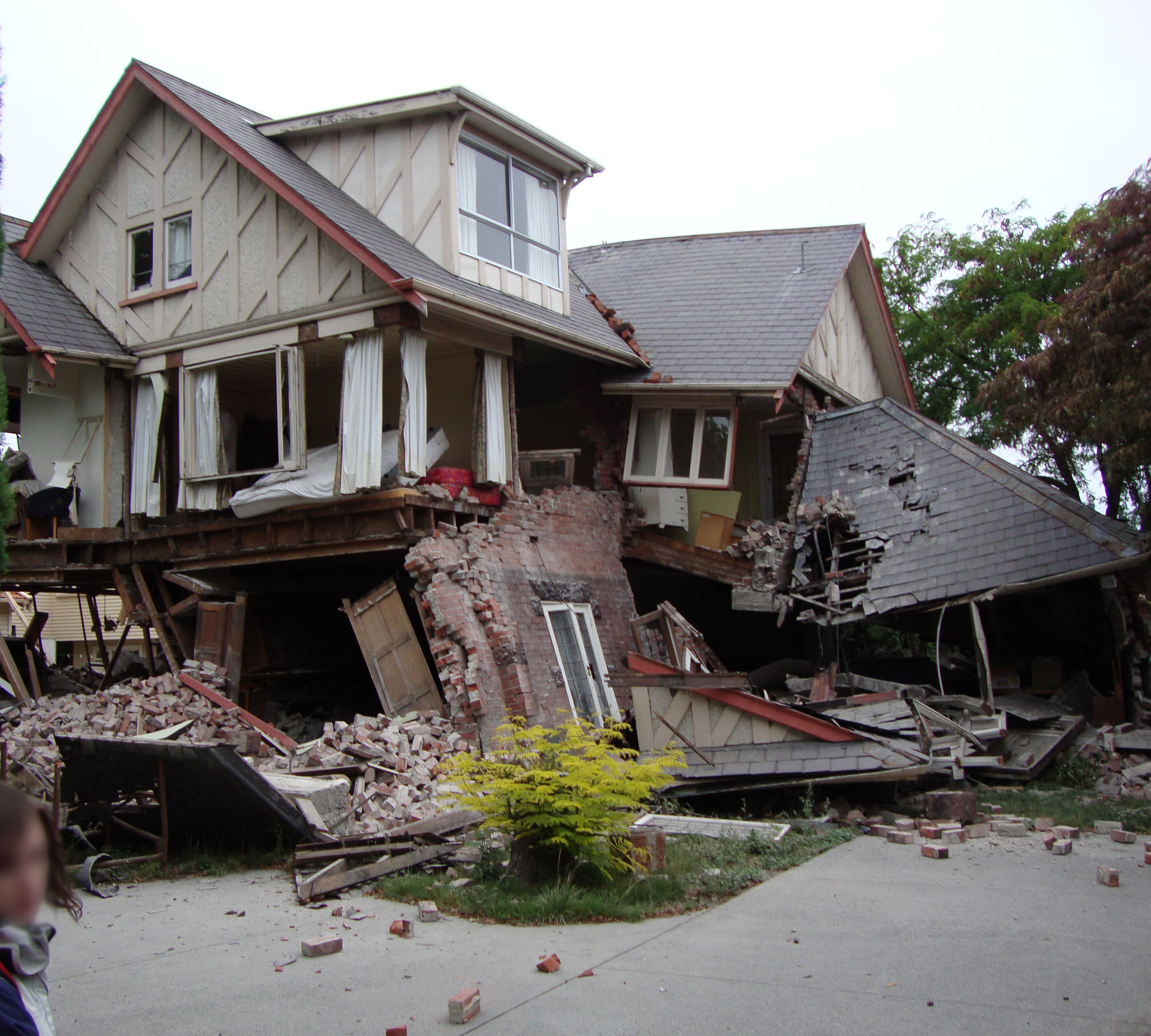
Zerstörtes Gebäude in der Bealey Avenue, Christchurch-Zentrum

Der Tod von 185 Personen infolge des Erdbebens wurde offiziell bestätigt, darunter befinden sich auch Staatsangehörige aus mindestens 14 weiteren Ländern (vor allem Japaner und Chinesen). Da einige menschliche Überreste schwer zu identifizieren waren und ein Abgleich mit den registrierten Vermisstenfällen vorgenommen werden musste, wurde die endgültige Opferzahl erst etwa ein Jahr nach dem Erdbeben veröffentlicht. Nach Angaben der staatlichen Accident Compensation Corporation (ACC) wurden bis zum 17. März rund 5.900 verletzte Personen gemeldet, man vermutet jedoch letztlich etwa 7.500 Schadensfälle.

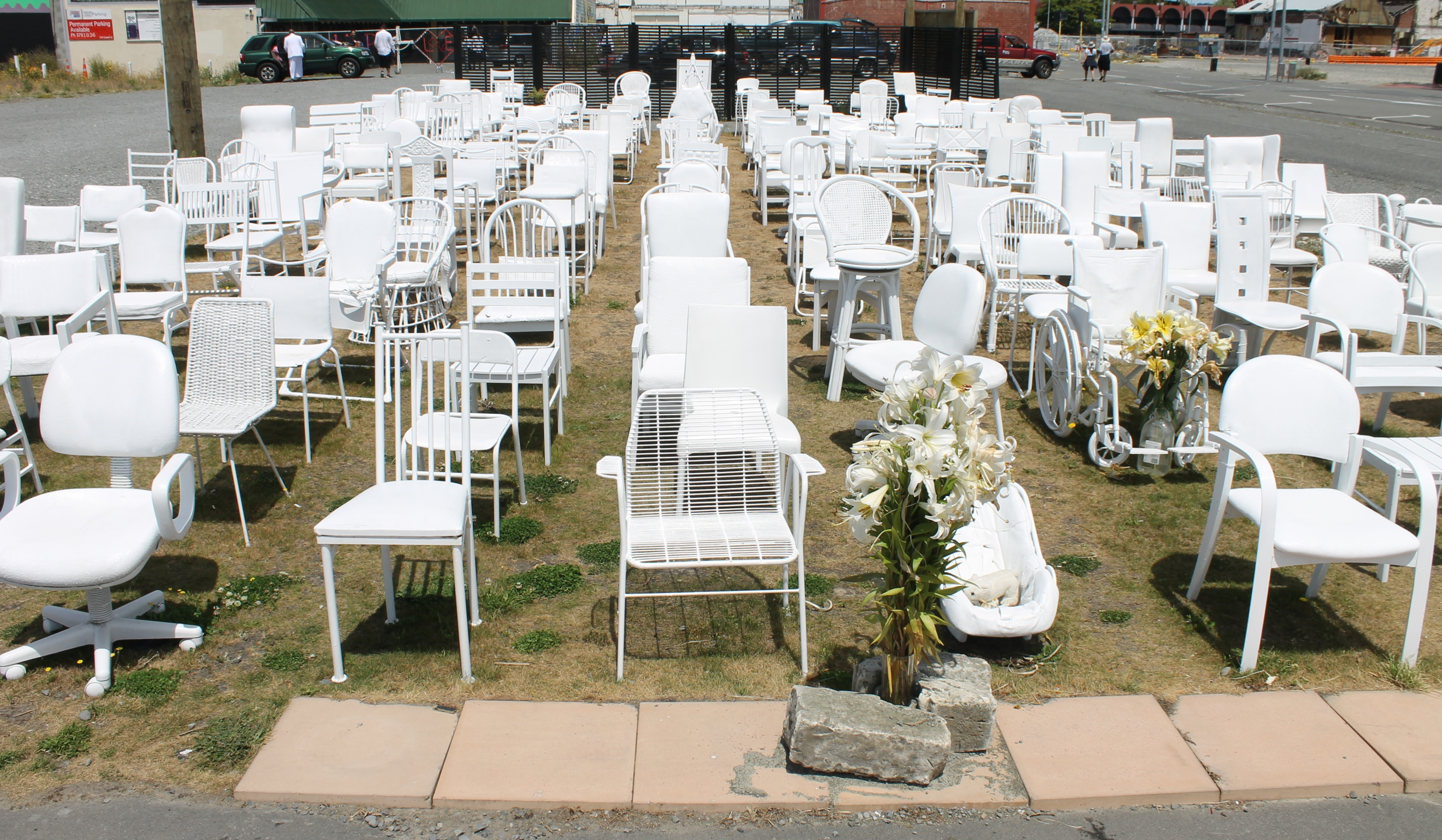
185 Empty Chairs – 185 leere weiße Stühle erinnerten 2015 in Christchurch an die Todesopfer des Erdbebens.

In Christchurch und Umgebung wurden zahlreiche Gebäude zerstört oder schwer beschädigt. Einige Menschen wurden eingeschlossen und mussten befreit werden. Mehr als 200 Personen galten zeitweise als vermisst. Am stärksten betroffen von den Zerstörungen waren die gemauerten Gebäude und hier vor allem die im Stadtzentrum. Doch auch Stahlbetonkonstruktionen wie das Pyne Gould Guinness Building gaben unter den heftigen Stößen nach. Das Gebäude von Canterbury Television, einem regionalen Fernsehsender, stürzte nahezu komplett ein und ging danach partiell in Flammen auf. Unter den Trümmern wurden 115 Opfer gefunden.
Auch ein Wahrzeichen der Stadt wurde erheblich in Mitleidenschaft gezogen, so stürzte der Kirchturm der ChristChurch Cathedral zur Hälfte ein und beschädigte Teile des restlichen Gebäudes. Unter den schwer beschädigten oder großteils zerstörten Bauwerken waren auch viele weitere denkmalgeschützte historische Bauten, wie zum Beispiel die Canterbury Provincial Council Buildings, der Clarendon Tower und die von Francis Petre entworfene Cathedral of the Blessed Sacrament. In Lyttelton trug die Timeball Station so massive Schäden davon, dass sie abgetragen werden musste. Ebenso das St Elmo Courts.

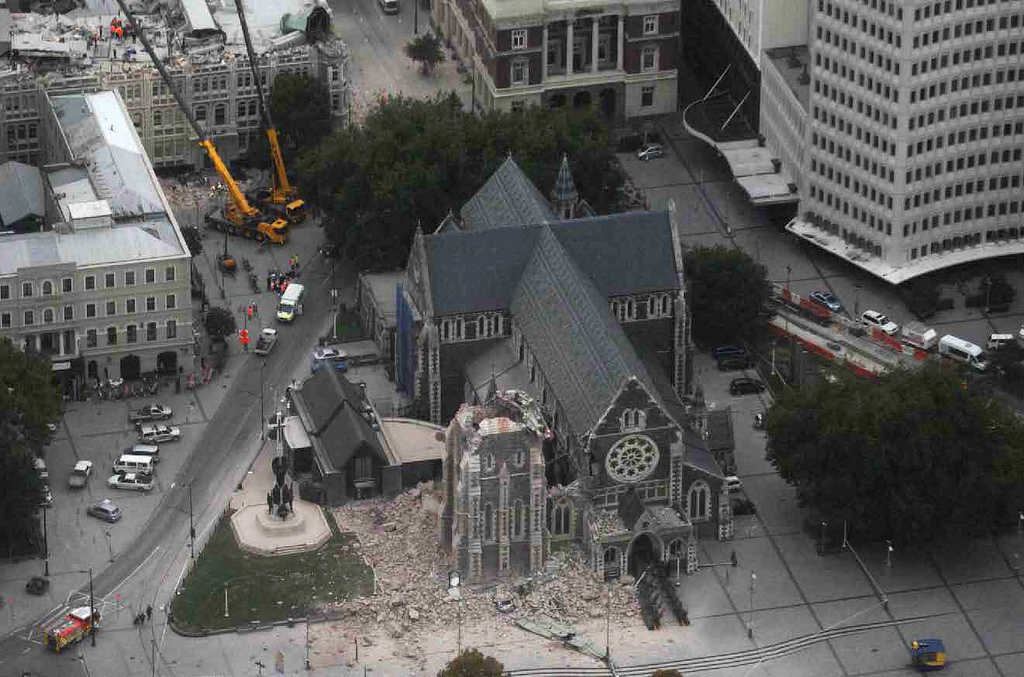
Christchurch Cathedral mit eingestürztem Turm

Örtlich wurde Bodenverflüssigung festgestellt. In manchen Teilen der Stadt kam es auch durch geborstene Wasserleitungen zu Überflutungen. Dadurch und durch Risse im Straßenbelag sowie herumliegende Trümmer wurden viele Straßen unpassierbar. An anderen Stellen in der Stadt kam es zu Bränden. Gerry Brownlee, Minister für Earthquake Recovery erklärte am 7. März, dass man Teile von Christchurch wohl aufgeben und bis zu 10.000 Wohnhäuser abreißen müsse. Schätzungen gingen ferner davon aus, dass etwa 100.000 Wohnhäuser reparaturbedürftig waren. Bis 2016 wurden 12.000 Häuser im Osten der Stadt abgerissen. Das Hauptproblem beim allgemeinen Wiederaufbau war die Bodenverflüssigung: Christchurch liegt in einem küstennahen Schwemmgebiet, das trockengelegt wurde. Der Boden besteht hauptsächlich aus maritimen Sedimenten und Sand, der während des Bebens große Wassermassen aufgenommen hatte und die Standfestigkeit der Häuser gefährdete.
Innerhalb weniger Minuten nach dem Erdbeben brach am rund 200 Kilometer vom Epizentrum entfernten Tasman-Gletscher ein Eisstück mit einer geschätzten Masse von 30 Millionen Tonnen ab und stürzte in den See am Ende des Gletschers, wodurch eine dreieinhalb Meter hohe Flutwelle erzeugt wurde. Am 13. Juni 2011 gab es zwei Nachbeben der Stärke 5.5 und 6, bei denen etwa 50 Häuser einstürzten und sechs Menschen verletzt wurden.

### Wirtschaftliche Folgen
Wirtschaftsexperten prognostizierten eine deutliche Beeinflussung der neuseeländischen Wirtschaft durch das Erdbeben. Bei einem Anteil der Stadt von 15 % an der nationalen Wirtschaftsleistung, die laut Experten nun abrupt gestoppt wurde, und einem vergleichsweise kleinen Land, welches Neuseeland mit rund 4,4 Millionen Einwohnern ist, würde das gesamte Land entsprechend beeinträchtigt.

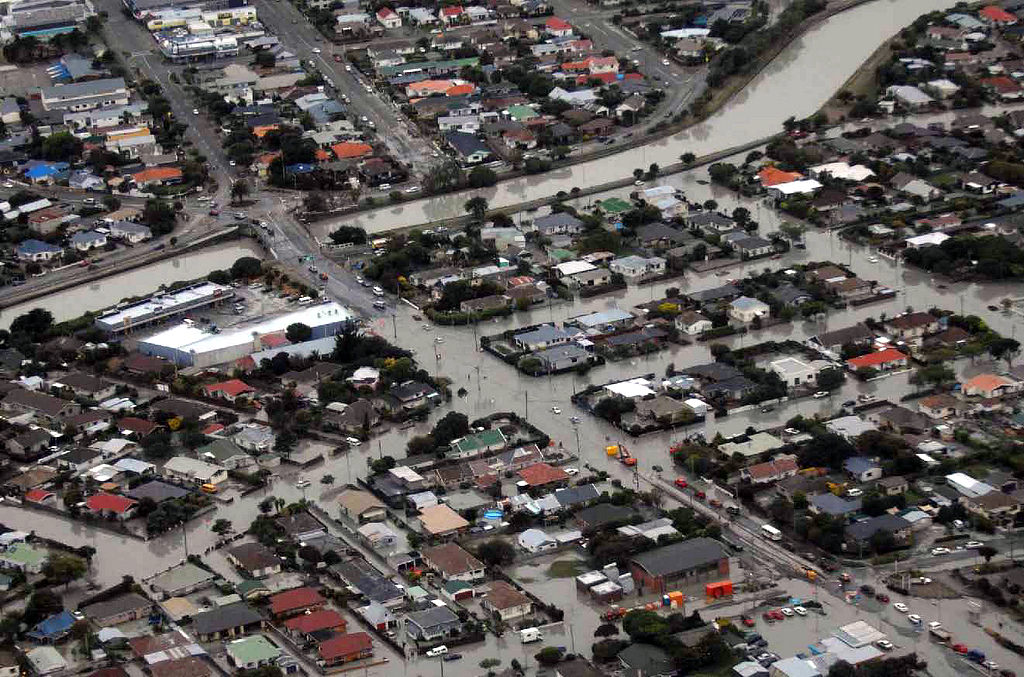
Diese Luftbildaufnahme zeigt ein überschwemmtes Stadtviertel von Christchurch.

Zahlreiche Aufrufe zu Spenden ergingen von unterschiedlichen Hilfsorganisationen, Banken und offiziellen Stellen, wobei Civil Defence Minister John Carter empfahl, ausschließlich Geld zu spenden, da Sachspenden einen zu großen logistischen Aufwand erzeugen. Während eine Welle der Hilfsbereitschaft startete, bewertete das Kapital die neuseeländische Währung, den Neuseeland-Dollar, mit einem größeren Risiko und ließ bereits am Tag des Bebens den Wechselkurs auf ein 2-Monatstief fallen. Einen Tag später schätzte Michael Huttner, ein Analyst der JPMorgan Chase Bank, den Verlust für die Versicherer auf etwa 12 Mrd. US$, rund 16 Mrd. NZ$. Dabei hatte schon das September-Erdbeben bis zum Februar 2011 geschätzte 5 bis 6 Mrd. NZ$ Wiederaufbaukosten verursacht. Im Juni 2011 ging man von weiteren Kosten von über 6 Mrd. NZ$ aus. EQECAT, ein Unternehmen im Bereich der Katastrophen-Risiko-Abschätzung, gab der Versicherungsindustrie die Empfehlung, von 15 bis 20 Mrd. NZ$ Gesamtkosten auszugehen.
Die Earthquake Commission der Regierung zählte bereits eine Woche nach dem Beben über 31.000 gemeldete Schadensfälle. Im Vergleich dazu wurden nach dem September-Beben in drei Monaten 157.098 Fälle gemeldet. Insgesamt verbuchte die Kommission von den sieben Erdbebenereignissen mit Schadensfolge im Zeitraum zwischen dem 4. September 2010 und dem 2. März 2011 mehr als 209.000 Meldungen. Bob Parker, der Bürgermeister der Stadt Christchurch schätzte, dass innerhalb von knapp zwei Wochen nach dem Beben bis zu 70.000 Menschen die Stadt verließen, die damit zunächst rund 1/5 ihrer Bevölkerung verlor.
Fünf Tage nach dem Erdbeben wurden in den großen Supermärkten der Südinsel verschiedene Lebensmittel des täglichen Bedarfs rationiert. Durch den Ausfall einiger Logistikzentren und Lebensmittelproduzenten entstanden Verteilungsprobleme im südlichen Teil des Landes, was teilweise wiederum zu Hamsterkäufen führte. Die Supermarktketten starteten den rationierten Verkauf von sich aus, um eine gesicherte Lebensmittelversorgung zu gewährleisten. Bei den Prostituierten der Stadt Christchurch führte das Erdbeben ebenfalls zu einer erhöhten Nachfrage, von außerhalb kommende Hilfskräfte schienen wohl die Angebote vermehrt zu nutzen.

### Katastrophenhilfe und weitere Maßnahmen

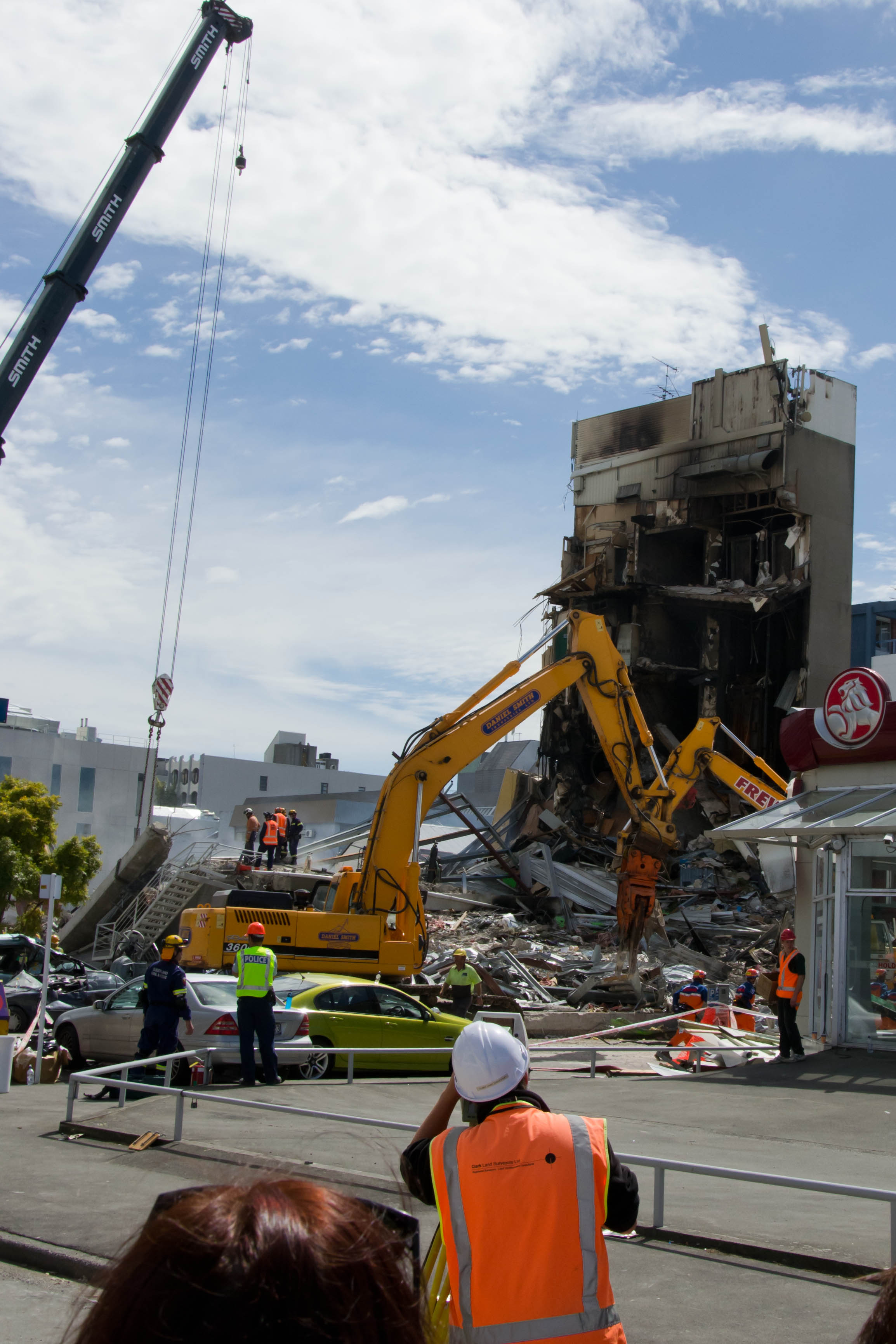
Bergungsarbeiten am eingestürzten Gebäude von Canterbury Television

Am 23. Februar, einen Tag nach dem zerstörerischen Beben, wurde von Premierminister John Key der National State of Emergency (Nationale Notstand) ausgerufen. Key ordnete außerdem Trauerbeflaggung an öffentlichen Gebäuden an. John Carter, Minister of Civil Defence and Emergency Management, erklärte am selben Tag, dass bereits Rettungsmannschaften aus den Vereinigten Staaten, von Singapur, Japan und Taiwan sowie aus dem Vereinigten Königreich auf dem Weg nach Neuseeland seien. Australische Teams hatten schnell reagiert und waren bereits vor Ort. Hilfsangebote aus Kanada, Argentinien, Israel, Belgien, Frankreich, Griechenland, Malaysia und der Europäischen Union lagen ebenfalls vor. Deutschland war als fünftwichtigster Handelspartner Neuseelands nicht unter den Ländern, die Hilfe anboten.
Eine 75 Mann starke Such- und Rettungsmannschaft aus New South Wales traf an Bord einer C-130 Hercules der RAAF innerhalb von zwölf Stunden nach dem Erdbeben in Christchurch ein, 75 weitere aus Queensland wurden einen Tag später entsendet. Australiens Premierministerin Julia Gillard sagte Neuseeland weitere Unterstützung zu. New Zealand Police bat dementsprechend um 300 Polizisten aus Australien, die bei der Regelung des Verkehrs und der Verhinderung von Plünderungen beteiligt werden sollten. Dieses Kontingent wurde aus 200 Beamten der New South Wales Police Force, 50 von der Australian Federal Police sowie Polizeibeamten der Bundesstaaten Queensland, Victoria und South Australia gebildet. Außerdem stellte die australische Regierung dem Roten Kreuz fünf Millionen Australische Dollar zur Verfügung.
116 Soldaten der Streitkräfte Singapurs, die sich zu einer Übung in Christchurch aufhielten, wurden den neuseeländischen Behörden zur Seite gestellt und beteiligten sich an der Absperrung der Stadt. Außerdem wurden 55 Angehörige des Zivilschutzes von Singapur nach Neuseeland entsandt. Die Vereinigten Staaten schickten 74 mit schwerem Gerät ausgerüstete Kräfte des Los Angeles County Fire Department. 70 Helfer wurden aus Japan und 63 aus dem Vereinigten Königreich nach Neuseeland in Marsch gesetzt.
Der Christchurch International Airport wurde nach dem Beben für den allgemeinen Luftverkehr geschlossen und war nur für Flüge geöffnet, die der Katastrophenhilfe dienten. Airways New Zealand, die für den neuseeländischen Luftraum zuständige Flugverkehrskontrolle, deren Sitz sich in Christchurch befindet, hatte den Luftraum Neuseelands vollständig gesperrt, bis eine Überprüfung der Einrichtungen abgeschlossen war.
Die neuseeländische Eisenbahngesellschaft Kiwi Rail stellte den Betrieb der nach Christchurch pendelnden Personenzüge TranzAlpine und Coastal Pacific ein, um die Strecken auf Schäden zu kontrollieren und den notwendigen Versorgungsverkehr für die Stadt gewährleisten zu können.
Das Kriegsschiff HMNZS Canterbury, das zum Zeitpunkt des Erdbebens in Lyttelton vor Anker lag, versorgte etwa 1000 dort obdachlos gewordene Personen mit Mahlzeiten. Das Schiff ist Kern einer geplanten gemeinsamen Task Force Australiens und Neuseelands, die bei der Reaktion auf Naturkatastrophen zum Einsatz kommen soll. Es ist derzeit das einzige größere dafür geeignete Militärschiff der Marinen beider Staaten, da die drei dafür vorgesehenen australischen Schiffe derzeit nicht einsatzfähig sind.
Am 25. Februar entschied sich die neuseeländische Regierung für eine Verschiebung der für den 8. März 2011 geplanten Volkszählung. Es ist die erste Verschiebung seit 1941, als sie wegen des Zweiten Weltkrieges nicht wie vorgesehen stattfand.
Am 16. März gab der neuseeländische Rugby World Cup Minister Murray McCully bekannt, dass die an Christchurch vergebenen Spiele bei der im September und Oktober in Neuseeland stattfindenden Rugby-Union-Weltmeisterschaft 2011 aufgrund von Schäden im AMI Stadium und weiteren Sicherheitsbedenken in andere Städte verlegt werden müssen.